# ノーダブル
ノーダブル（Nodouble, 1965年 - 1990年）はアメリカ合衆国の競走馬、種牡馬。1969年・1970年のアメリカ最優秀古牡馬に選出されたほか、種牡馬入り後も1981年の北米リーディングサイアーに選出された。生涯で14か所の競馬場を渡り歩いた馬で、ファンからは「アーカンソー・トラベラー」の愛称で呼ばれていた。

## 経歴
- 特記がない限り、競走はすべてダートコース。また、当時はグレード制未導入。

アーカンソー州の石油採掘業者であるジーン・ゴフのヴァーナリー牧場で生産されたサラブレッドの牡馬である。2歳時はステークス競走に多数入着するも勝ちきれない馬であった。
当初ノーダブルはクラシック登録をしていなかったが、3歳時になってオークローンパーク競馬場のアーカンソーダービー（9ハロン）で優勝すると、馬主のゴフは追加登録料を払ってプリークネスステークス（ピムリコ・9.5ハロン）に出走させ、3着に入った。その後アメリカンダービーでも2着に入ったのち、デトロイト競馬場で行われたミシガンマイルアンドワンエイスハンデキャップ（9ハロン）では当時の最強馬ダマスカスを相手に22ポンド差の軽ハンデを活かして勝利し、またホーソーン競馬場のホーソーンゴールドカップ（10ハロン）ではトラックレコードタイ記録で優勝している。
4歳時は年初のチャールズ・H・ストラブステークス（サンタアニタパーク・10ハロン）こそ降着で2着と取りこぼしたが、大一番であるサンタアニタハンデキャップ（サンタアニタパーク・10ハロン）では優勝する。次いでカリフォルニアンステークス（ハリウッドパーク・10ハロン）をトラックレコードタイ記録で勝利すると、東海岸に飛んでブルックリンハンデキャップ（アケダクト・10ハロン）を制覇、さらにホーソーンゴールドカップを連覇した。この頃のライバルには3歳馬アーツアンドレターズがおり、メトロポリタンハンデキャップ（アケダクト・8ハロン）やウッドワードステークス（ベルモントパーク・10ハロン）、ジョッキークラブゴールドカップ（アケダクト・16ハロン）それぞれで同馬の2着に敗れている。当時は年度代表馬表彰が統一されていない時代で、デイリー・レーシング・フォーム（DRF）が最優秀古牡馬にアーツアンドレターズを選出した一方、サラブレッド競馬協会（TRA）はノーダブルを選出している。
5歳時は再びカリフォルニアから始動し、サンタアニタパークのサンパスカルハンデキャップ（8.5ハロン）ではトラックレコードで優勝した。その後カリフォルニアンステークスでアーツアンドレターズ相手に3着、再び東海岸に渡ってメトロポリタンハンデキャップもトラックレコードで優勝した。サラブレッド競馬協会は同年再びノーダブルを最優秀古牡馬に選出している。

## 種牡馬入り後
ノーダブルは1970年10月に競走生活を終え、翌年1971年よりカリフォルニア州のエル・ランチョ・ムリエタで種牡馬となった。カリフォルニアではあまり成功せず、その後ケンタッキー州のドミノスタッドに移され、さらに後にフロリダ州のラスター牧場に移された。フロリダでは一転して成功を収めるようになると、再びケンタッキー州のスリーチムニーファームに移送され、そこで1990年に没するまで余生を過ごした。
ジョッキークラブの調べによると、ノーダブルは産駒644頭のうち428頭が勝ち上がり、うち84頭がステークス競走勝ちを収めている。さらに1981年には北米リーディングサイアーの座を獲得している。以下は主な産駒。
- ノークラス No Class - 1974年生、牝馬。1985年ソヴリン賞最優秀繁殖牝馬。
- オーバースケート Overskate - 1975年生、牡馬。プリンスオブウェールズステークスなど。
- メアジードーツ Mairzy Doates - 1975年生、牝馬。ジャパンカップ（日G1）など。
- ハングリア Hungria - 1978年生、牝馬。ダリア賞（メキシコG1）など。
- マグニフィセントリンディ Magnificent Lindy - 1982年生、牝馬。ヴァニティハンデキャップ（G1）など。
- ノーレヴュー No Review - 1985年生、サンタバーバラハンデキャップ（G1）など。
- ショッカーティー Shocker T. - 1982年生、牝馬。デラウェアハンデキャップ（G1）など。

## 血統表
| ノーダブルの血統      | ノーダブルの血統             | ノーダブルの血統   | （血統表の出典）   | （血統表の出典） |
| 父系                  | スターキングダム系           | スターキングダム系 | スターキングダム系 | [ § 2 ]          |
| 父 Noholme 栗毛 1956  | 父の父Star Kingdom 栗毛 1946 | Stardust           | Hyperion           | Hyperion         |
| 父 Noholme 栗毛 1956  | 父の父Star Kingdom 栗毛 1946 | Stardust           | Sister Stella      |                  |
| 父 Noholme 栗毛 1956  | 父の父Star Kingdom 栗毛 1946 | Impromptu          | Concerto           | Concerto         |
| 父 Noholme 栗毛 1956  | 父の父Star Kingdom 栗毛 1946 | Impromptu          | Thoughtless        |                  |
| 父 Noholme 栗毛 1956  | 父の母Oceana 鹿毛 1947       | Colombo            | Manna              | Manna            |
| 父 Noholme 栗毛 1956  | 父の母Oceana 鹿毛 1947       | Colombo            | Lady Nairne        |                  |
| 父 Noholme 栗毛 1956  | 父の母Oceana 鹿毛 1947       | Orama              | Diophon            | Diophon          |
| 父 Noholme 栗毛 1956  | 父の母Oceana 鹿毛 1947       | Orama              | Cantelupe          |                  |
| 母 Abla-Jay 鹿毛 1955 | 母の父Double Jay 黒鹿毛 1944 | Balladier          | Black Toney        | Black Toney      |
| 母 Abla-Jay 鹿毛 1955 | 母の父Double Jay 黒鹿毛 1944 | Balladier          | Blue Warbler       |                  |
| 母 Abla-Jay 鹿毛 1955 | 母の父Double Jay 黒鹿毛 1944 | Broomshot          | Whisk Broom        | Whisk Broom      |
| 母 Abla-Jay 鹿毛 1955 | 母の父Double Jay 黒鹿毛 1944 | Broomshot          | Centre Shot        |                  |
| 母 Abla-Jay 鹿毛 1955 | 母の母Ablamucha 栗毛 1947    | Don Bingo          | Serio              | Serio            |
| 母 Abla-Jay 鹿毛 1955 | 母の母Ablamucha 栗毛 1947    | Don Bingo          | Lirica             |                  |
| 母 Abla-Jay 鹿毛 1955 | 母の母Ablamucha 栗毛 1947    | Sweet Betty        | Challenger         | Challenger       |
| 母 Abla-Jay 鹿毛 1955 | 母の母Ablamucha 栗毛 1947    | Sweet Betty        | Betty Dalme        |                  |
| 母系(F-No.)           | (FN:A1)                      | (FN:A1)            | (FN:A1)            | [ § 3 ]          |
| 5代内の近親交配       | アウトブリード               | アウトブリード     | アウトブリード     | [ § 4 ]          |
| 出典                  | 1. 2. 3. 4.                  | 1. 2. 3. 4.        | 1. 2. 3. 4.        | 1. 2. 3. 4.      |

母アブラジェイは1963年のキーンランドセールにおいてジーン・ゴフが3,200ドルで購入した馬であった。ゴフは1968年のセールにおいてノーダブルを身籠った状態の同馬を10万ドルで上場したものの、落札されず主取りしたという逸話がある。

## エピソード
- ノーダブルは厩舎において、時折ホットドッグやハンバーガーを食べていたという[1]。